# Live Rails
Live rail  è un album di Steve Hackett registrato dal vivo. Esso contiene anche qualche brano dei Genesis, ma si tratta prevalentemente di brani della carriera solista di Hackett.

## Tracce

### Versione rimasterizzata
1. "Every Day"  6:51
2. "Fire on the Moon"  6:17
3. "Emerald and Ash"  9:00
4. "Ghost in the Glass"  3:23
5. "Ace of Wands"  6:48
6. "Pollution C"  2:21
7. "The Steppes"  6:01
8. "Slogans"  4:22
9. "Serpentine"  6:43
10. "Tubehead"  6:06
11. "Spectral Mornings"  5:58
12. "Firth of Fifth"  10:39
13. "Blood on the Rooftops"  6:31
14. "Fly on a Windshield"  2:07
15. "Broadway Melody of 1974"  1:47
16. "Sleepers"  7:32
17. "Still Waters"  5:31
18. "Los Endos"  7:44
19. "Clocks"  8:05

## Musicisti
- Steve Hackett, voce, chitarra
- Roger King, tastiera
- Nick Beggs, basso
- Rob Townsend, flauto
- Gary O'Toole, batteria